# Nematerijalna svjetska baština
Od 1990-ih UNESCO-ov odbor za zaštitu svjetske baštine počeo je oblikovati pojam  nematerijalna svjetska baština kao dijela svjetske baštine koji će se koncentrirati na nematerijalnu baštinu. God. 2001. UNESCO je napravio analizu među zemljama članicama kako bi uobličio definiciju, a od rujna 2003. godine konvencijom u Abu Dhabiju, svjetska baština UNESCO-a postala je i nematerijalna svjetska baština o čijemu pisu i upravljanju vodi računa "Mađudržavni odbor za očuvanje nematerijalne svjetske baštine", čiji je član od 2008. do 2010. bila i Hrvatska.
Nematerijalnu svjetsku baštinu čini nematerijalna kulturna baština kao što je: usmena tradicija, umjetničke izvedbe, društveni običaji, rituali, festivali, znanja i običaji vezani za prirodu i svemir, te znanja i umijeća tradicionalnih obrta. 
Za upis na popis nematerijalne svjetske baštine, nematerijalna baština mora biti:
- tradicionalna, ali još uvijek živa. Ne samo naslijeđeni običaji, nego suvremena ruralna ili urbana praksa u kojoj su uključene različite kulturne skupine;
- inkluzivna, tako da povezuje prošlost, sadašnjost i budućnost, te doprinosi društvenom jedinstvu, ohrabruje osjećaj identiteta i pripadnosti različitim društvima i društva općenito;
- reprezentativna tako da predstavlja znanja, tradiciju, običaje i vještine koje se prenose u jednoj zajednici s koljena na koljeno, ili drugim zajednicama;
- temeljena na zajednici koja se s njom identificira, koja ju stvara, održava i prenosi.[2]

## Popis nematerijalne svjetske baštine
Popis nematerijalne svjetske baštine sadrži 166 upisa od kojih su 12 na "popisu za hitnu zaštitu", a 3 na "popisu definiranom člankom 18" o programu zaštite, planiranja projekata i aktivnosti:
- Popis nematerijalne svjetske baštine u Africi
- Popis nematerijalne svjetske baštine u Americi
- Popis nematerijalne svjetske baštine u Aziji i Oceaniji
- Popis nematerijalne svjetske baštine u Europi
- Popis nematerijalne svjetske baštine za hitnu zaštitu

### Nematerijalna svjetska baština u Hrvatskoj
- Upisani 2009. godine:
  - Zvončari Kastavštine
  - Hrvatsko čipkarstvo
  - Proljetni ophod kraljica (ljelja) u Gorjanima
  - Hvarska procesija križa
  - Festa Svetog Vlaha u Dubrovniku
  - Proizvodnja drvenih dječjih igračaka Hrvatskog zagorja
  - Istarsko dvoglasno pjevanje i sviranje na istarskoj ljestvici
- Upisani 2010. godine:
  - Sinjska alka
  - Ojkanje - upisano pod nematerijalna kulturna baština s potrebom za hitnom zaštitom
  - Tradicija pravljenja licitara
- Upisani 2011. godine:
  - Bećarac
  - Nijemo kolo, plesno kolo Zagore
- Upisani 2012. godine:
  - Klapsko pjevanje
- Upisani 2013. godine:
  - Mediteranska prehrana
- Upisani 2018. godine:
  - Suhozid
  - Međimurska popevka
- Upisani 2021. godine:
  - Sokolarstvo zajedno s više zemalja
- Upisani 2022.
  - Tripundanske svečanosti i kolo sv. Tripuna – tradicije bokeljskih Hrvata u Hrvatskoj
  - Tradicija uzgoja lipicanaca, zajedno s više zemalja
  - Pljočkanje

## Poveznice
- Nematerijalna kulturna baština
- Svjetska baština

## Vanjske poveznice
- Službena stranica (engl.)
- Hrvatska na službenim stranicama ICH-a (engl.)
- KONVENCIJA O ZAŠTITI NEMATERIJALNE KULTURNE BAŠTINE (PDF)